# Габріель Маркус
Габріель Маркус (ісп. Gabriel Markus; нар. 31 березня 1970) — колишній аргентинський тенісист.
Найвищу одиночну позицію світового рейтингу — 36 місце досяг 27 липня 1992, парну — 178 місце — 19 жовтня 1992 року.
Здобув 1 одиночний та 1 парний титул.
Найвищим досягненням на турнірах Великого шолома було 4 коло в одиночному розряді.

## Фінали турнірів ATP за кар'єру

### Одиночний розряд: 2 (1–1)
| Легенда                         |
| ------------------------------- |
| Турніри Великого шлема (0–0)    |
| Фінали Світового туру ATP (0–0) |
| Серія Мастерс ATP (0–0)         |
| Серія турнірів ATP (0–0)        |
| Світова серія ATP (1–1)         |

| Фінали за покриттям |
| ------------------- |
| Тверде (0–0)        |
| Ґрунт (1–1)         |
| Трава (0–0)         |
| Килим (0–0)         |

| Фінали за типом корту |
| --------------------- |
| Відкритий корт (1–1)  |
| Закритий корт (0–0)   |

| Результат | В-П | Дата     | Турнір         | Рівень        | Покриття | Суперник            | Рахунок  |
| --------- | --- | -------- | -------------- | ------------- | -------- | ------------------- | -------- |
| Перемога  | 1–0 | Кві 1992 | Ніцца, Франція | Світова серія | Ґрунт    | Хав'єр Санчес       | 6–4, 6–4 |
| Поразка   | 1–1 | Кві 1994 | Бірмінгем, США | Світова серія | Ґрунт    | Джейсон Столтенберг | 3–6, 4–6 |

### Парний розряд: 1 (1 перемога)
| Легенда                         |
| ------------------------------- |
| Турніри Великого шлема (0–0)    |
| Фінали Світового туру ATP (0–0) |
| Серія Мастерс ATP (0–0)         |
| Серія турнірів ATP (0–0)        |
| Світова серія ATP (1–0)         |

| Фінали за покриттям |
| ------------------- |
| Тверде (0–0)        |
| Ґрунт (1–0)         |
| Трава (0–0)         |
| Килим (0–0)         |

| Фінали за типом корту |
| --------------------- |
| Відкритий корт (1–0)  |
| Закритий корт (0–0)   |

| Результат | В-П | Дата     | Турнір           | Рівень        | Покриття | Партнер    | Суперники                    | Рахунок       |
| --------- | --- | -------- | ---------------- | ------------- | -------- | ---------- | ---------------------------- | ------------- |
| Перемога  | 1–0 | Лют 1992 | Масейо, Бразилія | Світова серія | Ґрунт    | Джон Собел | Рікардо Асіолі Мауру Менезіс | 6–4, 1–6, 7–5 |

## Фінали ATP Челленджер і ITF Ф'ючерс

### Одиночний розряд: 12 (5–7)
| Легенда              |
| -------------------- |
| ATP Челленджер (5–7) |
| ITF Ф'ючерс (0–0)    |

| Фінали за покриттям |
| ------------------- |
| Тверде (0–1)        |
| Ґрунт (5–6)         |
| Трава (0–0)         |
| Килим (0–0)         |

| Результат | В-П | Дата     | Турнір                       | Рівень     | Покриття | Суперник                | Рахунок       |
| --------- | --- | -------- | ---------------------------- | ---------- | -------- | ----------------------- | ------------- |
| Перемога  | 1–0 | Лип 1989 | Сантус (Сан-Паулу), Бразилія | Челленджер | Ґрунт    | Крістіан Мініуссі       | 6–2, 6–2      |
| Поразка   | 1–1 | Січ 1991 | Вінья-дель-Мар, Чилі         | Челленджер | Ґрунт    | Густаво Джуссані        | 6–4, 2–6, 0–6 |
| Перемога  | 2–1 | Лют 1991 | Сан-Паулу, Бразилія          | Челленджер | Ґрунт    | Жоао Кунья е Сілва      | 4–6, 6–4, 6–4 |
| Поразка   | 2–2 | Кві 1991 | Бірмінгем, США               | Челленджер | Ґрунт    | Марсело Інгарамо        | 6–3, 3–6, 2–6 |
| Поразка   | 2–3 | Тра 1991 | Сан-Паулу, Бразилія          | Челленджер | Тверде   | Фернандо Роезе          | 4–6, 3–6      |
| Поразка   | 2–4 | Вер 1991 | Бухарест, Румунія            | Челленджер | Ґрунт    | Марсело Філіппіні       | 3–6, 4–6      |
| Поразка   | 2–5 | Лис 1991 | Сан-Паулу, Бразилія          | Челленджер | Ґрунт    | Рауль Вівер             | 6–7, 6–3, 3–6 |
| Перемога  | 3–5 | Лип 1992 | Салерно, Італія              | Челленджер | Ґрунт    | Еміліо Бенфеле Альварес | 7–6, 6–1      |
| Поразка   | 3–6 | Лют 1993 | Пунта-дель-Есте, Уругвай     | Челленджер | Ґрунт    | Хав'єр Франа            | 6–4, 2–6, 6–7 |
| Перемога  | 4–6 | Сер 1993 | Женева, Швейцарія            | Челленджер | Ґрунт    | Кароль Кучера           | 3–6, 6–2, 7–5 |
| Поразка   | 4–7 | Вер 1993 | Порту, Португалія            | Челленджер | Ґрунт    | Франко Давін            | 4–6, 3–6      |
| Перемога  | 5–7 | Кві 1994 | Сан-Паулу, Бразилія          | Челленджер | Ґрунт    | Ернан Гумі              | 2–6, 6–4, 6–4 |

### Парний розряд: 4 (0–4)
| Легенда              |
| -------------------- |
| ATP Челленджер (0–4) |
| ITF Ф'ючерс (0–0)    |

| Фінали за покриттям |
| ------------------- |
| Тверде (0–0)        |
| Ґрунт (0–4)         |
| Трава (0–0)         |
| Килим (0–0)         |

| Результат | В-П | Дата     | Турнір                  | Рівень     | Покриття | Партнер            | Суперники                             | Рахунок       |
| --------- | --- | -------- | ----------------------- | ---------- | -------- | ------------------ | ------------------------------------- | ------------- |
| Поразка   | 0–1 | Сер 1990 | Сан-Паулу, Бразилія     | Челленджер | Ґрунт    | Жуан Цвеч          | Кассіу Мотта Хав'єр Франа             | 3–6, 6–3, 1–6 |
| Поразка   | 0–2 | Січ 1991 | Вінья-дель-Мар, Чилі    | Челленджер | Ґрунт    | Франсіско Юніс     | Хуан-Антоніо Піно-Перес Маріо Табарес | 3–6, 2–6      |
| Поразка   | 0–3 | Лип 1992 | Салерно, Італія         | Челленджер | Ґрунт    | Даніель Оршанік    | Ендрю Кратцманн Роджер Рашід          | 4–6, 3–6      |
| Поразка   | 0–4 | Жов 1992 | Буенос-Айрес, Аргентина | Челленджер | Ґрунт    | Орасіо де ла Пенья | Пабло Альбано Хав'єр Франа            | 6–2, 3–6, 4–6 |

## Часовий графік результатів
| W | Ф | ПФ | ЧФ | #Р | КТ | К# | DNQ | A | NH |

### Одиночний розряд
| Турніри Великого шлему                 |     |     |     |     |     |       |     |     |
| Відкритий чемпіонат Австралії з тенісу |     |     |     | 1р  |     | 0 / 1 | 0–1 | 0%  |
| Відкритий чемпіонат Франції з тенісу   |     | 3р  | 2р  | 3р  | 1р  | 0 / 4 | 5–4 | 56% |
| Вімблдонський турнір                   |     |     | 1р  |     |     | 0 / 1 | 0–1 | 0%  |
| Відкритий чемпіонат США з тенісу       |     | 4р  | 2р  |     | 1р  | 0 / 3 | 4–3 | 57% |
| В-П                                    | 0–0 | 5–2 | 2–3 | 2–2 | 0–2 | 0 / 9 | 9–9 | 50% |
| Тур ATP Мастерс 1000                   |     |     |     |     |     |       |     |     |
| Індіан-Веллс                           |     |     |     | 1р  |     | 0 / 1 | 0–1 | 0%  |
| Відкритий чемпіонат Маямі з тенісу     |     |     | 1р  | 1р  |     | 0 / 2 | 0–2 | 0%  |
| Монте-Карло                            | 2р  |     |     | 1р  |     | 0 / 2 | 0–2 | 0%  |
| Рим                                    |     |     | 1р  |     |     | 0 / 1 | 0–1 | 0%  |
| Гамбург                                |     |     |     | 1р  |     | 0 / 1 | 0–1 | 0%  |
| Париж                                  |     |     | 1р  |     |     | 0 / 1 | 0–1 | 0%  |
| В-П                                    | 0–1 | 0–0 | 0–3 | 0–4 | 0–0 | 0 / 8 | 0–8 | 0%  |